# Acaenitellus lissus
Acaenitellus lissus är en stekelart som beskrevs av Gupta 1988. Acaenitellus lissus ingår i släktet Acaenitellus och familjen brokparasitsteklar. Inga underarter finns listade i Catalogue of Life.